# Edi Orioli
Edi Orioli   (Udine, 5 de desembre de 1962) és un ex-pilot de ra·lis italià, guanyador del Ral·li Dakar en la categoria de motos en quatre ocasions (el 1988 amb una Honda NXR, el 1990 i el 1994 amb una Cagiva Elefant i el 1996 amb una Yamaha). Ha participat en diversos ral·lis tant en categoria de motos com en cotxes, obtenint bons resultats en ambdues categories. El 2005 i el 2007 va participar en el Ral·li Dakar en categoria de cotxes, al volant d'un Isuzu.

## Biografia
Edi Orioli va començar a competir en enduro l'any 1978, on de seguida va destacar. Participà en diverses curses del Friül i acabà sempre entre les primeres posicions; més tard en va guanyar títols nacionals (el primer, el trofeu IMF Cadet en 50cc, el 1979) i mundials: el 1986 va formar part de l'equip italià que va guanyar el trofeu als ISDE, celebrats a San Pellegrino Terme, Itàlia.
El 1985 va començar a dedicar-se als ral·lis, modalitat en què ha aconseguit nombrosos èxits. Ha participat en 13 edicions del Ral·li Dakar i el 1988 va aconseguir-hi la primera victòria d'un pilot italià en motocicleta (aquell any era també el primer que Honda estava representada a la cursa per un equip italià).
L'any 2000, Orioli va decidir abandonar les motos. Gran aficionat també als automòbils, al llarg de la seva trajectòria ha disputat nombroses curses en ral·lis nacionals i curses de resistència en la categoria de turismes, participant cinc vegades a les 24 hores de Nürburgring i a les 24 hores de Spa-Francorchamps. Abans, ja havia competit amb cotxes en rares ocasions, com ara el 1993 a la Baja italiana, que va guanyar conduint un Mercedes TE Raid.

## Palmarès
- 2 Campionats d'Itàlia d'enduro (1984-1985)
- 1 victòria al Trofeu dels ISDE amb l'equip italià (1986)
- 4 victòries al Ral·li Dakar (1988, 1990, 1994 i 1996)
- 2 victòries al Ral·li dels Faraons (1982 i 1993)

### Resultats al Ral·li Dakar
| Any  | Categoria                   | Marca                       | Posició                     |
| ---- | --------------------------- | --------------------------- | --------------------------- |
| 1986 | Moto                        | Honda                       | 6è                          |
| 1987 | Moto                        | Honda                       | 2n                          |
| 1988 | Moto                        | Honda                       | 1r                          |
| 1989 | Moto                        | Cagiva                      | 7è                          |
| 1990 | Moto                        | Cagiva                      | 1r                          |
| 1991 | Moto                        | Cagiva                      | 8è                          |
| 1992 | Moto                        | Cagiva                      | 7è                          |
| 1993 | Automòbil                   | Mercedes                    | Ret.                        |
| 1994 | Moto                        | Cagiva                      | 1r                          |
| 1995 | Moto                        | Cagiva                      | 3r                          |
| 1996 | Moto                        | Yamaha                      | 1r                          |
| 1997 | Comentarista per a Italia 1 | Comentarista per a Italia 1 | Comentarista per a Italia 1 |
| 1998 | Moto                        | BMW                         | Ret.                        |
| 1999 | Moto                        | KTM                         | Ret.                        |
|      |                             |                             |                             |
| 2005 | Automòbil                   | Isuzu                       | 41è                         |
|      |                             |                             |                             |
| 2007 | Automòbil                   | Isuzu                       | 17è                         |